# Mègara Hiblea
Mègara Hiblea (grec antic: Μέγαρα Ὑβλαία, llatí: Megara Hyblaea) era una ciutat de Sicília a la costa oriental de l'illa entre Siracusa i Catana. Era prop de la boca del riu Àlabos (Cantaro), probablement a la vora del lloc on hi ha la moderna Agosta o Augusta.
Va ser una colònia grega fundada per habitants de la ciutat de Mègara a Grècia. Tucídides diu que la van fundar un megarès anomenat Lamis, que primer es va establir a Trotilos, a la boca del riu Pantagias en el mateix moment en què els calcidis van fundar Leontins. D'allí va passar a Leontins on els megaresos van conviure un temps amb els seus habitants, però en van ser expulsats i es van establir a la península de Tapsos, prop de Siracusa, d'on els colons se'n van anar a la mort de Lamis, i a suggeriment d'Hiblon, un cap sícul, es van establir al lloc definitiu que es va dir Mègara Hiblea.
Als Iambes al Rei Nicomedes s'explica una història diferent. Es diu que els calcidis es van establir a Naxos al mateix temps que els megaresos fundaven Hibla, en una època anterior a la fundació de Siracusa, i la data l'any 734 aC. Estrabó comparteix aquest punt de vista i fa coincidir la fundació de Mègara Hiblea amb la de Naxos. La data que dona Tucídides per la fundació de la ciutat és el 726 aC. Mègara Hiblea es va convertir en una ciutat pròspera i al cap de cent anys va fundar una colònia a l'altra punta de Sicília, que es va dir Selinunt.
De la història que va seguir no se sap res fins que va ser destruïda per Geló I de Siracusa que després d'un setge la va ocupar. Va vendre com a esclaus els seus habitants i les terres les va repartir entre els més nobles dels siracusans, segons diuen Heròdot i Tucídides, que data la conquesta de la ciutat a l'any 481 aC. La Suïda diu que Geló va fer matar al poeta Epicarm que vivia a la ciutat encara que no havia nascut allí, però altres fonts expliquen que va poder fugir. Mègara ja no va recuperar ni el seu poder ni la seva independència i es va convertir en una ciutat secundària que al cap d'uns anys es va despoblar. El general atenenc Làmac durant l'expedició a Sicília dirigida per Alcibíades i Nícies va proposar reunir la flota d'Atenes en aquell lloc l'any 415 aC. Les mencions posteriors de la ciutat són molt escasses, i apareixen de vegades com a Mègara i de vegades com a Hibla.
La ciutat moderna, Augusta, va ser fundada l'any 1229 per l'emperador Frederic II.